# Гликированный гемоглобин
Глики́рованный гемоглобин, или гликогемоглобин (кратко обозначается: гемоглобин A1c, HbA1c), — биохимический показатель крови, отражающий среднее содержание сахара в крови за длительный период (от трёх до четырёх месяцев), в отличие от измерения глюкозы крови, которое дает представление об уровне глюкозы крови только на момент исследования.
Гликированный гемоглобин отражает процент гемоглобина крови, необратимо соединённого с молекулами глюкозы.
Гликированный гемоглобин образуется в результате реакции Майяра между гемоглобином и глюкозой крови. Повышение уровня глюкозы крови при сахарном диабете значительно ускоряет данную реакцию, что приводит к повышению уровня гликированного гемоглобина в крови.
Время жизни красных кровяных телец (эритроцитов), которые содержат гемоглобин, составляет в среднем 120—125 суток. Именно поэтому уровень гликированного гемоглобина отражает средний уровень гликемии на протяжении примерно трёх месяцев.
Гликированный гемоглобин — это интегральный показатель гликемии за три месяца. Чем выше уровень гликированного гемоглобина, тем выше была гликемия за последние три месяца и, соответственно, больше риск развития осложнений сахарного диабета.
Исследование гликированного гемоглобина используется обычно для оценки качества лечения диабета за три предшествующих месяца. При высоком уровне гликированного гемоглобина следует провести коррекцию лечения (инсулинотерапия или таблетированные сахароснижающие препараты) и диетотерапии.

## Принцип измерения и интерпретация результатов
HbA1 (гемоглобин альфа-1) является наиболее распространённым типом гемоглобина — на его долю приходится 96—98 % всей массы этого белка в организме. Каждый эритроцит содержит около 270 миллионов молекул гемоглобина, которые в ходе медленной неферментативной реакции — гликирования — соединяются с глюкозой, содержащейся в плазме крови. Процесс гликирования необратим, и его скорость пропорциональна уровню гликемии. Гликированный гемоглобин обозначается как HbA1c. Результат анализа отражает уровень гликемии за срок от 90 до 120 дней (этот срок зависит от полупериода разрушения эритроцитов), но наибольшее влияние оказывают последние 30 дней перед взятием анализа — 50 % величины HbA1с обусловлено ими.
Нормальными считаются значения HbA1c от 4 % до 5,9 %. При диабете уровень HbA1c повышается, что свидетельствует о большем риске развития ретинопатии, нефропатии и других осложнений. Международная федерация диабета рекомендует удерживать уровень HbA1c ниже 6,5 %. Значение HbA1c, превышающее 8 %, означает, что диабет контролируется неудовлетворительно и следует изменить терапию.
Интерпретация результатов затрудняется разницей в лабораторных технологиях и индивидуальными различиями пациентов — разброс значений HbA1c у двух людей с одинаковым средним сахаром крови может достигать 1 %.
В приведенной ниже таблице показана связь между гликированным гемоглобином и средним сахаром крови.
| HBA1c (%) | Средний уровень глюкозы крови (mmol/L) | Средний уровень глюкозы крови (mg/dL) |
| --------- | -------------------------------------- | ------------------------------------- |
| 4         | 2,6                                    | 47                                    |
| 5         | 4,5                                    | 80                                    |
| 6         | 6,7                                    | 120                                   |
| 7         | 8,3                                    | 150                                   |
| 8         | 10,0                                   | 180                                   |
| 9         | 11,6                                   | 210                                   |
| 10        | 13,3                                   | 240                                   |
| 11        | 15,0                                   | 270                                   |
| 12        | 16,7                                   | 300                                   |

Анализ разрабатывался исходя из того, что процесс кроветворения и смена эритроцитов протекают нормально, поэтому результаты могут быть искажены из-за сильного кровотечения, а также при гемолитической анемии (например, при серповидноклеточной болезни). В таком случае альтернативой может стать измерение уровня фруктозамина — гликозилированного белка плазмы крови, служащего индикатором гликемии за период в 2—3 недели до момента измерения.
Для проведения анализа на гликированный гемоглобин берётся 3 см3 венозной крови. Анализ может быть сделан в любое время, проведение забора крови натощак не обязательно — на результатах анализа существенным образом это не отражается.
Показания к назначению анализа:
1. Диагностика и скрининг сахарного диабета.
2. Долговременный мониторинг течения и контроля за лечением больных сахарным диабетом.
3. Определение уровня компенсации сахарного диабета.
4. Дополнение к глюкозотолерантному тесту (глюкозотолерантный тест при диагностике предиабета, вялотекущего диабета).
5. Обследование беременных женщин на диабет беременных.

## Подготовка к исследованию
Уровень гликированного гемоглобина не зависит от времени суток, физических нагрузок, приёма пищи, назначенных лекарств, эмоционального состояния пациента. Состояния, вызывающие укорочение среднего «возраста» эритроцитов (после острой кровопотери, при гемолитической анемии), могут ложно занижать результат теста.